# Titularbistum Tigias
Tigias (italienisch: Tigia) ist ein Titularbistum der römisch-katholischen Kirche. 
Es geht zurück auf ein untergegangenes Bistum der antiken Stadt Tigias in der römischen Provinz Africa proconsularis (später Byzacena) im heutigen Tunesien.
| Titularbischöfe von Tigias |                           |                                                                     |                    |                    |
| Nr.                        | Name                      | Amt                                                                 | von                | bis                |
| 1                          | Giovanni Lucato SDB       | Apostolischer Vikar von Derna (Libyen)                              | 13. September 1939 | 21. Juni 1948      |
| 2                          | George Andrew Beck AA     | Koadjutorbischof von Brentwood (Vereinigtes Königreich)             | 7. August 1948     | 23. Januar 1951    |
| 3                          | Wilhelm van Bekkum SVD    | Apostolischer Vikar von Ruteng (Indonesien)                         | 8. März 1951       | 3. Januar 1961     |
| 4                          | Gerald Vincent McDevitt   | Weihbischof in Philadelphia (USA)                                   | 22. Juni 1962      | 29. September 1980 |
| 5                          | Daniel Francis Walsh      | Weihbischof in San Francisco (USA)                                  | 30. Juli 1981      | 9. Juni 1987       |
| 6                          | Francis Xavier DiLorenzo  | Weihbischof in Scranton (USA)                                       | 26. Januar 1988    | 29. November 1994  |
| 7                          | Stanisław Padewski OFMCap | Weihbischof in Kamyanets-Podilskyi Weihbischof in Lemberg (Ukraine) | 13. April 1995     | 4. Mai 2002        |
| 8                          | Jean-Claude Hertzog       | Weihbischof in Bordeaux (Frankreich)                                | 24. Oktober 2002   | 24. November 2005  |
| 9                          | Robert Francis Hennessey  | Weihbischof in Boston (USA)                                         | 12. Oktober 2006   |                    |